# 約翰·布雷恩
约翰·杰拉德·布雷恩（John Gerard Braine，1922年4月13日—1986年10月28日） 是英国小说家，他也是當時英國愤怒的青年之一。
他在宾利定居期間是當地的一名图书館管理员，搬離宾利後他又開始寫小說。
布雷恩一共創作了12部小说。布雷恩最喜欢的作家是居伊·德·莫泊桑， 他的一部小說就是改编自《漂亮朋友》。他的小說還被改編成電影。1959年茜蒙·仙諾就憑借改編自布雷恩作品的電影奪得奧斯卡獎最佳女主角。
約翰·布雷恩一度支持左翼，他后来轉而支持右翼并支持美国發動越南战争。 1967年，布雷恩與羅伯特·康奎斯特等人签署了一封信，他們在信中支持美国在越南繼續作戰。 